# Mark Padun
Mark Pavlovitch Padun (en ukrainien : Марк Павлович Падун), né le 6 juillet 1996 à Donetsk, est un coureur cycliste ukrainien professionnel de 2017 à 2024. Il a notamment remporté une étape du Tour des Alpes 2018 ainsi que deux étapes du Critérium du Dauphiné 2021.

## Biographie

### Parcours junior
Passionné de peinture, d'équitation et de cyclisme, c'est à l'âge de 15 ans qu'il se découvre des talents de grimpeur comme ses idoles Alberto Contador et Andy Schleck.
Mark Padun est sélectionné en 2013 et 2014 pour représenter son pays aux championnats d'Europe et du monde juniors (moins de 19 ans). En 2014, il est champion d'Ukraine du contre-la-montre juniors.
En 2015, il déménage en Italie, où il remporte notamment une étape et le classement des grimpeurs du Tour du Frioul-Vénétie julienne. Il termine également huitième de la Course de la Paix espoirs. Il rejoint l'année suivante l'équipe Colpack, réputée pour accueillir quelques-uns des meilleurs coureurs espoirs. Durant l'été, il est champion d'Ukraine du contre-la-montre espoirs et deuxième du Giro del Medio Brenta. Il se montre ensuite à son avantage sur le Tour de la Vallée d'Aoste, où il gagne une étape, termine troisième du classement final et remporte le classement des grimpeurs et du meilleur jeune. En 2017, il gagne le Trofeo Piva, le classement général de la Flèche du Sud après le déclassement pour dopage de Matija Kvasina, une étape du Tour d'Italie espoirs, ainsi que le Gran Premio Capodarco. En août, il obtient un contrat de stagiaire avec la formation World Tour Bahrain-Merida, équipe où il passe professionnel à partir de 2018.

### 2018 - 2020: débuts chez les professionnels
Pour ses débuts chez Bahrain-Merida en 2018, il abandonne ses deux premières courses. Après un bon Tour du Pays basque, il remporte sa première victoire professionnelle lors de la 5e étape du Tour des Alpes après avoir attaqué au sein du groupe des favoris dans les trois derniers kilomètres. Il participe ensuite au Tour d'Espagne, son premier grand tour mais abandonne lors de la 17e étape.
En 2019, il reprend seulement la compétition en avril lors du Tour du Pays basque. Il ne prend pas le départ de la deuxième étape après avoir terminé dernier de la première étape en raison d'une inflammation au tendon du genou. Il observe une période de deux mois sans compétition avant d'être aligné sur le Critérium du Dauphiné. Au sortir de celui-ci, il devient champion d'Ukraine de contre-la-montre avant de remporter l'Adriatica Ionica Race un mois plus tard. En août, il termine 18e de la Classique de Saint-Sébastien et prend le départ de son deuxième Tour d'Espagne. Échappé lors de la quinzième étape, il en prend la 5e place.
Du fait de la pandémie de Covid-19, il ne participe qu'au Tour d'Andalousie lors de la première partie de saison 2020, où son nouveau coéquipier Mikel Landa monte sur le podium (3e). Il reprend la compétition sur le Tour de Pologne et ne dispute ensuite que trois courses italiennes avant de clore sa saison : le Tour de Lombardie, Tirreno-Adriatico et le Tour d'Italie. Sur ce dernier, échappé lors de la douzième étape et s'étant isolé en tête de course avec Jhonatan Narváez, il crève à 30 kilomètres de l'arrivée et voit l'Équatorien s'imposer en solitaire.

### 2021: révélation sur le Critérium du Dauphiné
Si Padun a notamment participé à la Vuelta et au Giro, c'est sur le Critérium du Dauphiné 2021 qu'il se révèle aux yeux du grand public, et en haute montagne. Aligné par son équipe Bahrain Victorious en tant qu'équipier du leader Jack Haig, il ne se fait guère remarquer pendant les six premières étapes. L'ukrainien termine 43e de la sixième étape à près de trois minutes du vainqueur Alejandro Valverde (Movistar) et occupe la 95e place du classement général, pointant à plus d'une demi-heure du maillot jaune Alexey Lutsenko (Astana).
Lors de la septième étape, il accompagne Enric Mas (Movistar) et Sepp Kuss (Jumbo-Visma) partis suivre Richie Porte ayant attaqué à 8,4 kilomètres de l'arrivée. Après quelques hectomètres, Padun et Kuss distancent Porte et Mas, puis Padun distance facilement Kuss environ 4 kilomètres plus loin. Alors que l'américain sera repris par Miguel Ángel López (Movistar) et Richie Porte, Mark Padun finira par remporter l'étape à la Plagne avec 34 secondes d'avance sur Porte, deuxième qui prend par l'occasion le maillot jaune. Le lendemain, cette 8e et dernière étape de ce Critérium du Dauphiné, Mark Padun prend part à une échappée d'une vingtaine de coureurs. À 17 kilomètres de l'arrivée. Alors qu'il aurait été probable de voir Padun distancé à cause de ses efforts de la veille, l'ukrainien attaque dans le col de Joux Plane. Il est suivi par Jonas Vingegaard (Jumbo-Visma) et Patrick Konrad (Bora-Hansgrohe), sans être rattrapé. En effet, Padun remporte l'étape se terminant aux Gets avec 1 minute 36 secondes sur ses poursuivants. Il remporte également le classement de la montagne avec 50 points.
Le 15 décembre, la formation américaine EF Pro Cycling annonce le recrutement du coureur ukrainien pour la saison 2022. Le manager général de l'équipe, Jonathan Vaughters révèle que Padun "ne s'entendait pas avec la direction de l'équipe Bahrain Victorious et les autres coureurs". Vaughters est dithyrambique au sujet de son futur coureur, estimant que la VO2max du jeune ukrainien est la plus élevée qu'il a vu en 30 ans de carrière. En revanche, il cite le principal point faible de Padun, à savoir une mauvaise nutrition qui lui vaut un poids "fluctuant". Au sujet des suspicions apparues à la suite des performances de Padun sur le Critérium du Dauphiné, Vaughters déclare avoir été rassuré par les données cohérentes du passeport biologique de l'ukrainien.

#### Le "malaise" Padun
Si le numéro de Mark Padun sur le Critérium du Dauphiné a surpris, il a surtout divisé. Considéré comme un "honnête grimpeur", il n'avait pas vraiment de références et peu de succès à son actif. Quasi-inconnu, il remporte deux étapes de haute-montagne à la suite, en ayant distancé des coureurs ayant fait leurs preuves en montagne et considérés comme des favoris comme Richie Porte, Enric Mas, Jonas Vingegaard, Guillaume Martin ou Patrick Konrad.
Padun explique sa montée en puissance par le fait d'avoir perdu 4 kilos lors d'un stage. Julien Jurdie, directeur sportif de l'équipe AG2R Citroën réagit avec ironie à ces explications : "Je vais aussi me mettre au régime, je monterai les bosses plus facilement. Il a fait un week-end impressionnant. Il n’avait pas de concurrence. On verra ce que ça donne dans la continuité".
Présent avec lui dans l'échappée, Guillaume Martin déclare à son sujet : "Quand il a attaqué, on l’a tous regardé partir. Il faut bien des vainqueurs. Il y en a qui sont toujours plus forts que d’autres et je préfère ne pas réagir à cela".
Choqué par les performances de Padun, le patron d'une équipe française déclare sous anonymat : "C’est une honte absolue. Comment vais-je aller démarcher des sponsors en leur disant qu’il n’y a plus de dopage quand on voit cela ? C’est grossier. L’équipe Bahrain est de plus en plus sulfureuse. Déjà, son Giro était déprimant avec l’Italien Damiano Caruso ou le Slovène Jan Tratnik qui a surpris tout le monde dans les cols". Des internautes auraient deviné le style de Jérôme Pineau, manager de l'équipe B&B-Hôtels, ce qui sera confirmé deux ans plus tard sur RMC par Arnaud Souque. Un autre témoignage anonyme, venant d'un membre d'une équipe française va dans le même sens et fait un parallèle avec Lance Armstrong : "On se sent tous un peu cons. Que le mec fasse un hold-up à La Plagne, pourquoi pas. Mais il n’a pas la décence de se planquer un peu le lendemain. Il y a un sentiment d’impunité qui rappelle les sales années 2000. Mais, évidemment, tant que tu n’as pas de preuves, tu te tais…"
Le journaliste Christophe Richard, dans un article pour Ouest-France, écrit que si George Bennett avait été présent à ce Dauphiné, il aurait certainement dit de Mark Padun la même chose qu'il avait déclarée trois ans plus tôt sur le Giro au sujet de la performance de Christopher Froome, à savoir "Il a fait une Landis !". Le coureur néozélandais membre de l'équipe Jumbo-Visma avait ainsi comparé le britannique à Floyd Landis, qui, lors du Tour de France 2006, avait réalisé une échappée historique de 150 kilomètres pour remporter une étape de haute-montagne et retrouver le maillot jaune alors qu'il avait subi une grande défaillance la veille. L'américain sera testé positif à la testostérone (11 fois la limite autorisée) et rayé du palmarès des vainqueurs du Tour.
Quant à Julien Duby de Sud Ouest, il qualifie l'exploit de Mark Padun d'exploit "de trop" et de "moment gênant". Il incite "les instances internationales" à "se réveiller" et "à regarder la réalité en face" face à un cyclisme qui retomberait "dans ses travers".
En revanche, l'ancien manager belge Gérard Bulens et l'ancien coureur français Cyril Saugrain, consultants pour la RTBF se sont "émerveillés" du numéro de Mark Padun, estimant qu'on allait "continuer à entendre parler de lui" et qu'il "avait tout d'un futur grand grimpeur". Cyril Saugrain tient à défendre le jeune ukrainien face aux suspicions de dopage et déclare "Je suis ses résultats depuis longtemps, c’est un coureur qui a fait 5e du Baby Giro, ce n’est donc vraiment pas n’importe qui. Depuis qu’il est junior, il fait partie des 10-15 meilleurs mondiaux de sa génération. Et tu n’éclos pas tout de suite dans une carrière. Chaque coureur a son moment où il va éclore. Pourquoi ce ne serait pas [son] moment [...] ?". Il ajoute être pleinement convaincu par les explications de Padun quant à sa perte de poids : "[...] si ce mec faisait déjà des résultats en ayant 3 ou 4 kilos de trop, le jour où il les perd, c’est normal que ça marche mieux. Est-ce qu’il gagnera le Tour de France demain ? Je n’ai jamais dit ça. Mais ses performances ne me surprennent pas". Restant "admiratif des performances, tant qu’on ne prouve pas le contraire", Saugrain va plus loin et tacle ceux qui ont accusé Padun anonymement, estimant qu'il "faut arrêter d’être suspicieux du moindre truc. Si à chaque fois qu’un coureur fait une performance, on doit la remettre en question, arrêtons de faire du sport. Est-ce qu’on a remis en cause les grosses prestations des coureurs français ? Non, jamais. Quand un coureur français fait des grosses perfs' c’est normal, le cyclisme va bien. Dès que c’est un étranger, tous les directeurs sportifs français critiquent les prestations anonymement. Cela me fatigue…".
Le coureur français Aurélien Paret-Peintre, participant du Critérium du Dauphiné déclare au micro d'RMC ne pas être surpris par Mark Padun, ayant le souvenir d'un "coureur déjà très performant chez les jeunes" ayant réussi "un joli numéro sur les Mondiaux d’Innsbruck et sur le Tour des Alpes". En effet, Padun a remporté une étape du Tour des Alpes 2018 devant George Bennett, Giulio Ciccone, Ben O'Connor, Thibaut Pinot, Miguel Ángel López ou encore Chris Froome. La même année, l'ukrainien termine 5e des Mondiaux 2018 espoirs à 37 secondes du vainqueur Marc Hirschi et deux places devant Tadej Pogačar, qui remportera le Tour de France deux ans plus tard.
Alors que Mark Padun avait exprimé après sa victoire son envie de participer au Tour de France, il n'est finalement pas aligné par son équipe Bahrain Victorious sur la Grande Boucle. Le journaliste Alexandre Pasteur et l'ancien coureur Laurent Jalabert qui commentent le Tour à la télévision ont évoqué son absence et ont estimé que l'équipe Bahrain a voulu "protéger" Mark Padun et éviter qu'il "ne s'en prenne plein la gueule pendant trois semaines".
Le 14 juillet 2021, l'équipe Bahrain Victorious subit une perquisition de la police peu après la 17e étape du Tour de France à la suite d'une enquête pour suspicion de dopage ouverte onze jours plus tôt par le parquet de Marseille. D'après le journaliste Julien Prétot, les enquêteurs se penchent sur l'équipe bahreïnie à la suite de plusieurs performances étonnantes réalisées par certains de leurs coureurs depuis quelques mois comme celles de Mark Padun.

### 2022 et 2023: professionnel chez EF Education
Non conservé par l'équipe Bahrain, Padun est recruté par l'équipe EF Education-Nippo dirigée par Jonathan Vaughters. L’Americain, qui s'était dopé lorsqu'il était équipier de Lance Armstrong, est considéré comme un "repenti", étant véritablement engagé dans la lutte antidopage depuis qu'il est devenu manager. Vaughters déclare avoir pu accéder au passeport biologique de Mark Padun et qu'il n'y "a eu absolument aucune résistance de la part de son manager ou de sa part pour [lui] en donner l'accès". Le manager général d'EF a été rassuré les résultats "encourageants" de son analyse du passeport biologique de Padun, "très cohérent", notamment "le score OFF" qui permet de détecter une éventuelle manipulation des globules rouges de façon "plus précise que [...] le taux d'hématocrite" et qui est "très stable" chez l'ukrainien.
Le 8 février 2022, Mark Padun revient sur les suspicions dont il a fait l'objet lors d'un entretien à L'Équipe. Il conteste fermement les accusations de dopage : "Certaines personnes ont écrit des choses sans fondement. "Ce mec est un tricheur'', "il vient de nulle part''. Tout ça est faux, déjà je ne suis pas un tricheur et, en plus, j'ai eu des résultats année après année. C'était très déplaisant, dégoûtant. On m'a volé la joie de mes victoires, même si quelques semaines après le Dauphiné, en parlant à des proches, je me suis dit : OK, ça fait partie du jeu". Il ajoute qu'il "ne vient pas de nulle part" puisqu'il a déjà eu des résultats par le passé, notamment une victoire sur le Tour des Alpes, et confirme que son point faible est son manque de régularité, ayant du mal à garder son poids de forme,.
Padum passe 2 saisons chez EF sans grand succès, se contentant d'une victoire sur une étape chronométrée de la course par étape espagnole Gran Camino en février 2022.

### 2024: coureur en Italie et fin de carrière
Alors qu'il lui restait encore un an de contrat au sein de l’équipe EF Education, l'Ukrainien décide de quitter prématurément la formation américaine pour rejoindre l'équipe italienne Corratec - Selle Italia. Il met finalement un terme à sa carrière à l'issue de la saison,.

## Palmarès

### Palmarès amateur
| - 2014 - Champion d'Ukraine du contre-la-montre juniors - 2015 - Champion d'Ukraine du critérium - Pologne-Ukraine : - Classement général - 2e étape (contre-la-montre) - 3e étape du Tour du Frioul-Vénétie julienne - 3e du championnat d'Ukraine du contre-la-montre espoirs - 2016 - Champion d'Ukraine du contre-la-montre espoirs - Coppa Penna - 2e étape du Tour de la Vallée d'Aoste - 2e de la Medaglia d'Oro Frare De Nardi - 2e du Giro del Medio Brenta - 3e du Piccola Sanremo - 3e du Tour de la Bidassoa - 3e du Tour de la Vallée d'Aoste | - 2017 - Circuito del Compitese - Trofeo Piva - Classement général de la Flèche du Sud - 3e étape du Tour d'Italie espoirs - Gran Premio Capodarco - 2018 - 5e du championnat du monde sur route espoirs |  |

### Palmarès professionnel
| - 2018 - 5e étape du Tour des Alpes - 2019 - Champion d'Ukraine du contre-la-montre - Adriatica Ionica Race : - Classement général - 2e étape | - 2021 - 7e et 8e étapes du Critérium du Dauphiné - 3e du Tour de Burgos - 2022 - 4e étape du Gran Camiño (contre-la-montre) - 3e du Gran Camiño |  |

## Résultats sur les grands tours

### Tour d'Italie
1 participation
- 2020 : 70e

### Tour d'Espagne
4 participations
- 2018 : abandon (17e étape)
- 2019 : 84e
- 2021 : 59e
- 2022 : 46e

## Classements mondiaux
| Année                                 | 2015 | 2016 | 2017 | 2018 | 2019 | 2020 | 2021 | 2022 | 2023 |
| ------------------------------------- | ---- | ---- | ---- | ---- | ---- | ---- | ---- | ---- | ---- |
| UCI World Tour                        |      | nc   | nc   | 270e |      |      |      |      |      |
| Classement mondial                    |      | 953e | 692e | 381e | 354e | 796e | 199e | 385e | 943e |
| UCI Europe Tour                       | 778e | 630e | 414e | 512e | 286e | 636e | 170e | 311e | nc   |
|                                       |      |      |      |      |      |      |      |      |      |
| Légende : nc = non classéSource : UCI |      |      |      |      |      |      |      |      |      |